# ジュノー (駆逐艦)
ジュノー (HMS Juno, F46/G46) は、イギリス海軍の駆逐艦。J級。艦名は、ローマ神話で結婚や出産を司る女神ユーノー（ジュノー）に由来し、イギリス海軍においてこの名を持つ艦としては6代目にあたる。
本艦は当初英領西インド諸島のジャマイカに因み「ジャマイカ」（HMS Jamaica）と命名されていたが、1938年9月にクラウン・コロニー級軽巡洋艦「ジャマイカ」へ名前を譲り「ジュノー」と改名されている。

## 艦歴
「ジュノー」は1937年10月5日、スコットランド・ガヴァンのフェアフィールド・シップビルディング・アンド・エンジニアリング・カンパニーで起工。1938年12月8日進水し、第二次世界大戦勃発直前の1939年8月25日就役した。

### 第二次世界大戦
「ジュノー」と乗員の整備は、1939年9月1日のドイツ軍によるポーランド侵攻によって中断され、9月6日、「ジュノー」と姉妹艦「ジェーナス」、「ジャッカル」は、帰国するベルリンのイギリス大使館職員を乗せたノルウェーの汽船「バタヴィア」をロッテルダムから北海を渡ってテムズ河口のタン灯台船まで護衛した。 
9月の残りの間、デヴォンポートを拠点として訓練と整備を再開すると共に、「ジュノー」はハンバーを拠点とするJ級駆逐艦で編成された本国艦隊第7駆逐艦戦隊（7th Destroyer Flotilla）に加わり、イギリス東海岸沖における哨戒や船団護衛等を担った。10月29日、「ジュノー」は僚艦達とオランダ沿岸での敵船舶捜索を実施（AG作戦）。
12月6日から7日にかけての夜、「ジュノー」と「ジャージー」はノーフォークのクロマー沖で、機雷敷設を終え帰投中のドイツ駆逐艦「Z10ハンス・ロディ」と「Z12エーリッヒ・ギーゼ」に発見され雷撃を受けた。「ジュノー」と「ジャージー」はドイツ駆逐艦2隻を発見できず、完全な奇襲となった。ドイツ駆逐艦から魚雷7本が発射され1本が「ジャージー」に命中した。「ジュノー」はこれを潜水艦による攻撃と思ったためドイツ駆逐艦は無傷で脱出することができた。潜水艦がいないことが分かると、「ジュノー」は損傷した「ジャージー」をイミンガムまで曳航した。
「ジュノー」は1940年3月まで第7駆逐艦戦隊での任務を継続したが、2月5日から3月2日にかけてキングストン・アポン・ハルでの改修と、3月9日から3月20日にかけてボイラー水タンクの修理のため任務が中断された。 4月のドイツ軍によるノルウェー侵攻では、ジュノーは本国艦隊と共にノルウェーでの作戦に参加した。
4月17日、「ジュノー」は「ジェーナス」、「キプリング」、「ヘレワード」と共にドイツ軍に制圧された飛行場を砲撃した 重巡洋艦「サフォーク」を護衛した（ダック作戦）が、「サフォーク」は空襲で大破してしまった。その後、「ジュノー」はノルウェー沿岸部で航空支援を行う航空母艦「アーク・ロイヤル」、「グローリアス」らを護衛した（DX作戦）。
5月に「ジュノー」はノア管区に移り、西ヨーロッパでの地上戦を支援するために北海で活動を行った。しかし同月半ば、「ジュノー」は地中海での活動に充てられることになり、アレクサンドリアの地中海艦隊第14駆逐艦戦隊（14th Destroyer Flotilla）へ移籍した。この頃、「ジュノー」のペナント・ナンバーがG46に変更されている。

### 地中海
6月11日に「ジュノー」は地中海東部で活動し、戦艦「ウォースパイト」、「マレーヤ」、航空母艦「イーグル」らを護衛した。
7月6日に軽巡洋艦「ケープタウン」を護衛してバルディア砲撃に参加。7月7日から7月14日まで、マルタ島からアレクサンドリアへ向かうMF1船団及びMS1船団の間接護衛部隊C部隊（Force C）に参加した。この際に艦隊はイタリア海軍の艦隊と遭遇し、カラブリア沖海戦が発生している。
8月23日、「ジュノー」、「スチュアート」（オーストラリア海軍）、「ダイアモンド」、「アイレクス」はイタリア軍水上機基地砲撃を実施。8月29日にはハッツ作戦の一部として「ジャーヴィス」らとマルタ行き船団MF2船団を護衛（MB3作戦）し、以降も船団護衛や沿岸砲撃に従事する。
「ジュノー」は11月にコート作戦（地中海艦隊への増援及びマルタへの輸送）、ジャッジメント作戦（航空母艦「イラストリアス」によるタラント軍港空襲）、カラー作戦（イギリス空軍の兵員輸送）、12月にMC2作戦（マルタへの輸送）でそれぞれ護衛を務めた。
1941年1月上旬、「ジュノー」はMC4作戦（エクセス作戦）に参加。1月下旬にはマルタから空荷の輸送船団をアレクサンドリアまで護衛した（MC8作戦）。2月から3月にかけて「ジュノー」はスエズ運河を通過して紅海で活動し、駆逐艦「グリフィン」と共に、航空母艦「フォーミダブル」をアデンからスエズまで護衛した。
「ジュノー」の活動は続き、3月にギリシャへの兵力輸送（ラスター作戦）とマタパン岬沖海戦に参加した。4月18日に「ジュノー」はマルタへ輸送を行う輸送艦「ブレコンシャー」の間接護衛部隊に加わり、4月20日から21日にかけてリビアのトリポリ港を砲撃する戦艦「ウォースパイト」、「ヴァリアント」、「バーラム」、軽巡洋艦「グロスター」の護衛の一部を務めた（MD2作戦）。
4月24日、「ジュノー」は第14駆逐艦戦隊の僚艦「ジャーヴィス」、「ジェーナス」、「ジャガー」と共にイタリアの武装商船「エゲオ」を撃沈。5月6日から5月9日にかけてMD4作戦の護衛に参加した。

### 最期
5月15日、「ジュノー」と軽巡洋艦「コヴェントリー」、「ダイドー」、駆逐艦「カンダハー」、「キングストン」、「ヌビアン」でC部隊（Force C）（グレニー少将）が編成される。C部隊は、予想されるドイツ軍のクレタ島侵攻の際に海上からの侵攻部隊を阻止するため、カソ海峡付近を遊弋した。5月18日、C部隊は補給のため一旦アレクサンドリアに戻る。5月19日、「ジュノー」と軽巡洋艦「ナイアド」、「パース」（オーストラリア海軍）、駆逐艦「カンダハー」、「キングストン」、「ヌビアン」からなるC部隊（キング少将）はアレクサンドリアを出撃する。
5月20日にドイツ軍がクレタ島への侵攻を開始（クレタ島の戦い）。C部隊に所属した「ジュノー」は、同日夕方にカソ海峡を通過し、クレタ島の北で敵船団を捜索したが何も発見できず、後退を開始した。同日夜にカソ海峡でイタリア海軍のMAS艇部隊と交戦した。「ジュノー」は最初に発見したMAS艇に体当たりを試み、さらに別のMAS艇に40mm 4連装ポンポン砲を射撃した。午前6時、部隊に軽巡洋艦「カルカッタ」が合流した。
夜が明けた5月21日12時49分、「ジュノー」はマリオ・モラスッティ中尉率いるイタリア空軍第210グループのZ.1007爆撃機5機による攻撃を受けた。「ジュノー」は28ノットに増速し、取舵一杯で回避しようとしたが、直撃弾3発と至近弾2発を受けた。「ジュノー」は被弾から20秒で傾斜が70度を突破し総員退艦が命じられたが、艦体は真っ二つに折れて2分以内で沈没した。
「ジュノー」の沈没により、オーストラリア海軍兵1名、マルタ人軍属5名、NAAFI酒保従業員1名を含む116名が戦死した。艦長セント・ジョン・レジナルド・ジョセフ・ティルウィット中佐を含む生存者96名が「キングストン」、「カンダハー」、「ヌビアン」によって救助されたが、うち5名は戦傷により救助後死亡した。

## 栄典
「ジュノー」は生涯で7個の戦闘名誉章(Battle honours)を受章した。
- Atlantic 1939 - Calabria 1940 – Libya 1940 - Matapan 1941 – Mediterranean 1940-41 - Crete 1941 - Malta Convoys 1941